# Test Q Cochrana
Test Q Cochrana (ang. Cochran’s Q test) – nieparametryczny test statystyczny służący do sprawdzenia jednorodności (homogeniczności) proporcji wyników pomiędzy co najmniej dwiema grupami porównywanymi pod względem zmiennej zależnej, która jest zmienną nominalną i zarazem dychotomiczną (a więc przyjmującą tylko dwie wartości). Test ten jest stosowany po to, aby odpowiedzieć na pytanie, czy proporcje określonych wyników (np. eksperymentalnych badań medycznych, które mogą być zdefiniowane jako „sukces” lub „porażka”) są jednorodne w różnych grupach (np. w grupie osób, które otrzymały lek i grupie osób, które otrzymały placebo).
Hipoteza zerowa zakłada, że proporcje pomiędzy wszystkimi porównywanymi grupami są równe. Z kolei hipoteza alternatywna twierdzi, że przynajmniej jedna z grup różni się pod tym względem od pozostałych grup. Test Q Cochrana jest wykorzystywany w naukach medycznych, w naukach społecznych oraz w badaniach marketingowych.
Nazwa testu pochodzi od nazwiska amerykańskiego statystyka Williama Gemmella Cochrana, który przedstawił statystykę opartą na rozkładzie chi-kwadrat i która jest wykorzystywana w ramach wykonywania tej procedury.